# Список імператриць Священної Римської імперії

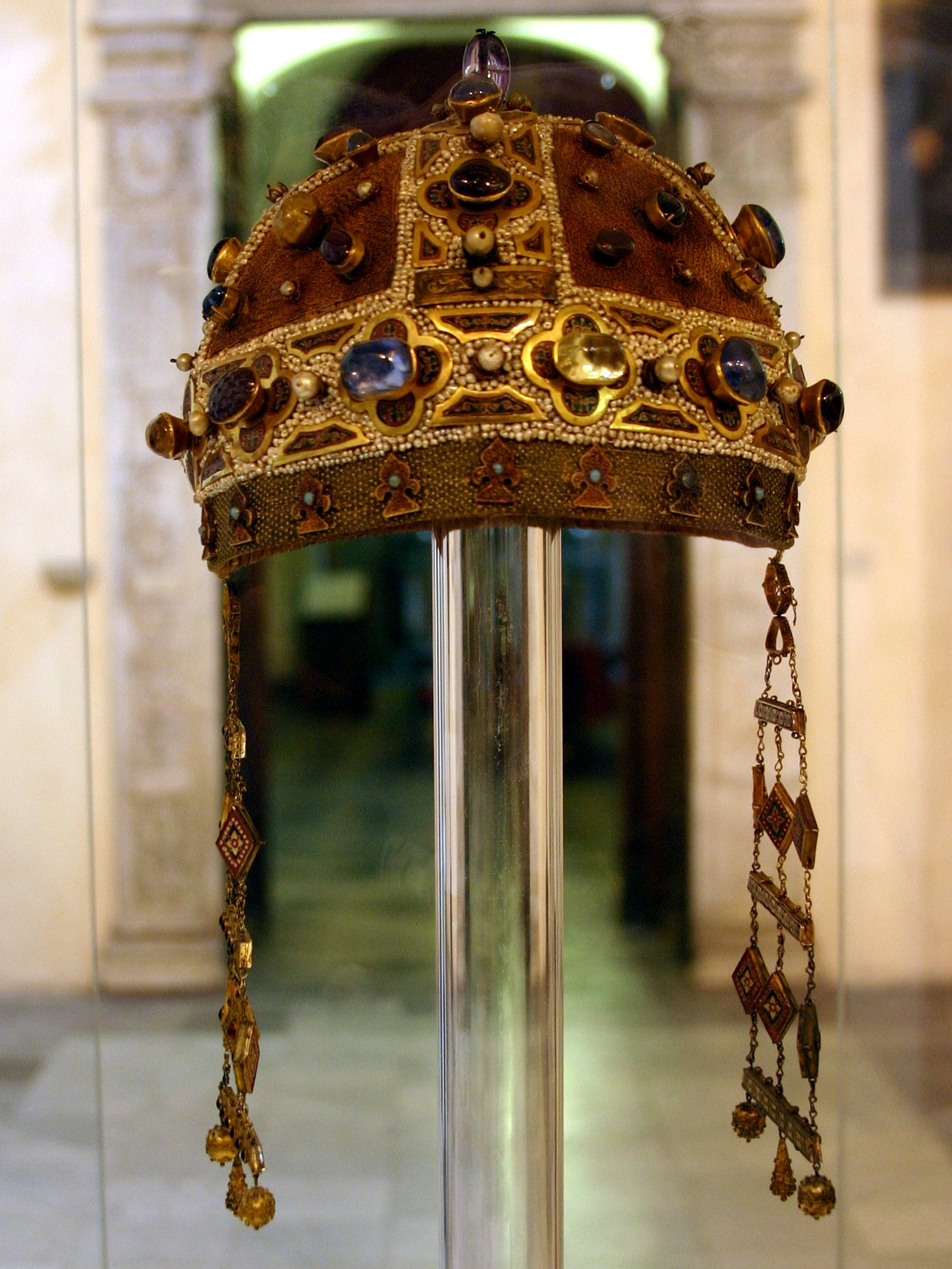
Корона Констанції Арагонської, імператриці Священної Римської імперії і королеви Угорщини

Імператриця Священної Римської імперії — це титул дружини або регенки імператора Священної Римської імперії.
Імператором Священної Римської імперії міг стати тільки чоловік, тому правлячої імператриці Священної Римської імперії ніколи не існувало, хоча такі жінки, як Феофано Склірена і Марія Терезія Австрійська, тримали владу в своїх руках і де-факто були царюючими імператрицями.

## Оттони
| Зображення | Ім'я                    | Батько                                 | Дата народження | Шлюб          | Стала королевою | Стала імператрицею | Перестала бути консорткою    | Смерть         | Чоловік   |
| ---------- | ----------------------- | -------------------------------------- | --------------- | ------------- | --------------- | --- | ---------------------------- | -------------- | --------- |
|            | Адельгейда Бургундська  | Рудольф II, король Бургундії (Вельфа)  | 931             | 951           | 951             | 2 лютого 962 (коронація) Регентка при своєму онукці Оттоні III до його повноліття                                                | 7 травня 973                 | 16 грудня 999  | Оттон I   |
|            | Феофано Склірена        | Костянтин Склір (Скліру)               | 960             | 14 квітня 972 | 14 квітня 972   | 14 квітня 972 Чоловік як спів-імператор зі своїм батьком / 7 травня 973 Чоловік як одноосібний імператор Коронація 14 квітня 972 | 7 грудня 983 Смерть чоловіка | 15 червня 991  | Оттон II  |
|            | Куніґунда Люксембурзька | Зігфрід, граф Люксембургу (Вігеріхіди) | ок. 975         | 999           | 17 червня 1002  | 26 квітня 1014 | 13 липня 1024                | 3 березня 1033 | Генріх II |

## Салічна династія
| Зображення | Ім'я                   | Батько                                           | Дата народження  | Шлюб              | Стала королевою   | Стала імператрицею | Перестала бути консорткою                   | Смерть          | Чоловік    |
| ---------- | ---------------------- | ------------------------------------------------ | ---------------- | ----------------- | ----------------- | ------------------ | ------------------------------------------- | --------------- | ---------- |
|            | Ґізела Швабська        | Герман II, герцог Швабії (Конрадин)              | 11 листопада 995 | 1016              | 8 вересня 1024    | 26 березня 1027    | 4 червня 1039 Смерть чоловіка               | 14 лютого 1043  | Конрад II  |
|            | Агнеса де Пуатьє       | Гійом V, герцог Аквітанії (Рамнульфіди)          | 1025             | 21 листопада 1043 | 21 листопада 1043 | 25 грудня 1046     | 5 жовтня 1056                               | 14 грудня 1077  | Генріх III |
|            | Берта Савойська        | Оттон I, граф Савойї (Савойський будинок)        | 21 вересня 1051  | 13 липня 1066     | 13 липня 1066     | 21 березня 1084    | 27 грудня 1087                              | 27 грудня 1087  | Генріх IV  |
|            | Євпраксія Всеволодівна | Всеволод Ярославич, князь київський (Рюриковичі) | 1071             | 14 серпня 1089    | 14 серпня 1089    | 14 серпня 1089     | 31 грудня 1105 зміщення чоловіка з престолу | 20 липня 1109   | Генріх IV  |
|            | Матильда Англійська    | Генріх I, король Англії (Нормани)                | 7 лютого 1101    | 7 січня 1114      | 7 січня 1114      | 7 січня 1114       | 23 травня 1125                              | 10 вересня 1167 | Генріх V   |

## Суплінбурзька династія
| Зображення | Ім'я                 | Батько                                     | Дата народження | Шлюб     | Стала королевою | Стала імператрицею | Перестала бути консорткою | Смерть         | Чоловік  |
| ---------- | -------------------- | ------------------------------------------ | --------------- | -------- | --------------- | ------------------ | ------------------------- | -------------- | -------- |
|            | Ригенза Нортгеймська | Генріх Товстий, граф Нортхейма (Нортхейми) | ок. 1087/89     | ок. 1100 | 30 серпня 1125  | 4 червня 1133      | 4 грудня 1137             | 10 червня 1141 | Лотар II |

## Гогенштауфени
| Зображення | Ім'я                   | Батько                               | Дата народження | Шлюб          | Стала королевою | Стала імператрицею | Перестала бути консорткою | Смерть            | Чоловік   |
| ---------- | ---------------------- | ------------------------------------ | --------------- | ------------- | --------------- | ------------------ | ------------------------- | ----------------- | --------- |
|            | Беатриса Бургундська   | Рено III, граф Бургундії (Анскаріди) | 1143            | 9 червня 1156 | 9 червня 1156   | 9 червня 1156      | 15 листопада 1184         | 15 листопада 1184 | Фрідріх I |
|            | Констанція Сицилійська | Рожер II, король Сицилії (Отвілі)    | 1154            | 27 січня 1186 | 27 січня 1186   | 14 квітня 1191     | 28 вересня 1197           | 27 листопада 1198 | Генріх VI |

## Вельфи
| Зображення | Ім'я              | Батько                                  | Дата народження | Шлюб                 | Стала королевою      | Стала імператрицею   | Перестала бути консорткою                 | Смерть       | Чоловік  |
| ---------- | ----------------- | --------------------------------------- | --------------- | -------------------- | -------------------- | -------------------- | ----------------------------------------- | ------------ | -------- |
|            | Беатриса Швабська | Філіп, король Німеччини (Гогенштауфени) | 1198            | 1209 або 1212        | 1209 або 1212        | 1209 або 1212        | 1212                                      | 1212         | Оттон IV |
|            | Марія Брабантська | Генріх I, герцог Брабанта (Регінаріди)  | бл. 1190        | після 19 травня 1214 | після 19 травня 1214 | після 19 травня 1214 | 5 липня 1215 зміщення чоловіка з престолу | травень 1260 | Оттон IV |

## Гогенштауфени
| Зображення | Ім'я                  | Батько                                          | Дата народження | Шлюб             | Стала королевою                                                              | Стала імператрицею | Перестала бути консортк                                                    | Смерть                                             | Чоловік    |
| ---------- | --------------------- | ----------------------------------------------- | --------------- | ---------------- | ---------------------------------------------------------------------------- | ------------------ | -------------------------------------------------------------------------- | -------------------------------------------------- | ---------- |
|            | Констанція Арагонська | Альфонсо II, король Арагона (Барселонський дім) | 1179            | 5 серпня 1209    | 1211-1212 Чоловік як король опозиції / 5 липня 1215 Чоловік як єдиний король | 22 листопада 1220  | 23 квітня 1220 перестала бути королевою: обрання сина королем              | 23 червня 1222 перестала бути імператрицею: Смерть | Фрідріх II |
|            | Іоланта Єрусалимська  | Іоанн де Брієн, король Єрусалиму (Брієнном)     | 1212            | 9 листопада 1225 | ніколи не була королевою Німеччини                                           | 9 листопада 1225   | 25 квітня 1228                                                             | 25 квітня 1228                                     | Фрідріх II |
|            | Ізабелла Англійська   | Іоанн, король Англії (Плантагенети)             | 1214            | 15/20 липня 1235 | 15/20 липня 1235                                                             | 15/20 липня 1235   | травень 1237 перестала бути королевою: другий син чоловіка обраний королем | 1 грудня 1241 перестала бути імператрицею: Смерть  | Фрідріх II |

## Віттельсбахи
| Зображення | Ім'я                           | Батько                            | Дата народження | Шлюб           | Стала королевою | Стала імператрицею | Перестала бути консорткою | Смерть         | Чоловік    |
| ---------- | ------------------------------ | --------------------------------- | --------------- | -------------- | --------------- | ------------------ | ------------------------- | -------------- | ---------- |
|            | Маргарита I, графиня Голландії | Вільгельм, граф Голландії (Авени) | 1311            | 26 лютого 1324 | 26 лютого 1324  | січень 1328        | 11 жовтня 1347            | 23 червня 1356 | Людовик IV |

## Люксембурги
| Зображення | Ім'я                  | Батько                                      | Дата народження | Шлюб           | Стала королевою                | Стала імператрицею                | Перестала бути консорткою         | Смерть         | Чоловік   |
| ---------- | --------------------- | ------------------------------------------- | --------------- | -------------- | ------------------------------ | --------------------------------- | --------------------------------- | -------------- | --------- |
|            | Анна Свідницька       | Генріх II, Князь Свидниці (Сілезькі П'ясти) | ок. 1339        | 27 травня 1353 | 27 травня 1353                 | 5 квітня 1355 коронація чоловіка  | 11 липня 1362                     | 11 липня 1362  | Карл IV   |
|            | Єлизавета Померанська | Богуслав V, князь Померанії (Гріфічі)       | 1347            | 21 травня 1363 | 21 травня 1363                 | 1 листопада 1368 коронація        | 29 листопада 1378 Смерть чоловіка | 14 лютого 1393 | Карл IV   |
|            | Барбара Циллі         | Герман II, граф Целє (Циллі)                | між 1390 і 1395 | 1408           | 21 липня 1411 обрання чоловіка | 31 травня 1433 коронація чоловіка | 9 грудня 1437 Смерть чоловіка     | 11 липня 1451  | Сигізмунд |

## Габсбурги
| Зображення | Ім'я                                             | Батько                                                    | Дата народження              | Шлюб            | Стала королевою                 | Стала імператрицею                                     | Перестала бути консорткою      | Смерть                        | Чоловік        |
| ---------- | ------------------------------------------------ | --------------------------------------------------------- | ---------------------------- | --------------- | ------------------------------- | ------------------------------------------------------ | ------------------------------ | ----------------------------- | -------------- |
|            | Леонора Олена Португальська                      | Дуарте I, король Португалії (Авіська династія)            | 18 вересня 1434              | 16 березня 1452 | 16 березня 1452                 | 19 березня 1452 коронація чоловіка                     | 3 вересня 1467                 | 3 вересня 1467                | Фрідріх III    |
|            | Б'янка Марія Міланська                           | Галеаццо Марія Сфорца, герцог Мілана (Сфорца)             | 5 квітня 1472                | 16 березня 1494 | 16 березня 1494                 | 4 лютого 1508 чоловіка оголошено «обраним імператором» | 31 грудня 1510                 | 31 грудня 1510                | Максиміліан I  |
|            | Ізабела Португальська                            | Мануел I, король Португалії (Авіська династія)            | 23 жовтня 1503               | 10 березня 1526 | 10 березня 1526                 | 24 лютого 1530 коронація чоловіка                      | 1 травня 1539 смерть чоловіка  | 1 травня 1539 смерть чоловіка | Карл V         |
|            | Марія Австрійська                                | Карл V, імператор Священної Римської імперії (Габсбурги)  | 21 червня 1528               | 13 вересня 1548 | листопад 1562 обрання чоловіка  | 25 липня 1564 сходження чоловіка на престол            | 12 жовтня 1576 смерть чоловіка | 26 лютого 1603                | Максиміліан II |
|            | Анна Тирольська                                  | Фердинанд II, ерцгерцог Австрії (Габсбурги)               | 4 жовтня 1585                | 4 грудня 1611   | 13 червня 1612 обрання чоловіка | 13 червня 1612 обрання чоловіка                        | 14 грудня 1618                 | 14 грудня 1618                | Матвій         |
|            | Елеонора Гонзага                                 | Вінченцо I, герцог Мантуї (Гонзага)                       | 23 вересня (23 лютого?) 1598 | 4 лютого 1622   | 4 лютого 1622                   | 4 лютого 1622                                          | 15 лютого 1637 смерть чоловіка | 27 червня 1655                | Фердинанд II   |
|            | Марія Анна Іспанська                             | Філіп III, король Іспанії (Габсбурги)                     | 18 серпня 1606               | 20 лютого 1631  | 22 грудня 1636 обрання чоловіка | 15 лютого 1637 сходження чоловіка на престол           | 13 травня 1646                 | 13 травня 1646                | Фердинанд III  |
|            | Марія Леопольдіна Австрійська                    | Леопольд V, ерцгерцог Австрії (Габсбурги)                 | 6 квітня 1632                | 2 липня 1648    | 2 липня 1648                    | 2 липня 1648                                           | 7 серпня 1649                  | 7 серпня 1649                 | Фердинанд III  |
|            | Елеонора Мантуанська                             | Карл II, герцог Мантуї (Гонзага)                          | 18 листопада 1630            | 30 квітня 1651  | 30 квітня 1651                  | 30 квітня 1651                                         | 2 квітня 1657 смерть чоловіка  | 6 грудня 1686                 | Фердинанд III  |
|            | Маргарита Тереза Іспанська                       | Філіп IV, король Іспанії (Габсбурги)                      | 12 липня 1651                | 12 грудня 1666  | 12 грудня 1666                  | 12 грудня 1666                                         | 12 березня 1673                | 12 березня 1673               | Леопольд I     |
|            | Клавдія Феліцітас Австрійська                    | Фердинанд Карл, ерцгерцог Австрії (Габсбурги)             | 30 травня 1653               | 15 жовтня 1673  | 15 жовтня 1673                  | 15 жовтня 1673                                         | 8 квітня 1676                  | 8 квітня 1676                 | Леопольд I     |
|            | Елеонора Магдалина Нейбурзька                    | Філіпп Вільгельм, курфюрст Пфальца (Віттельсбахи)         | 6 січня 1655                 | 14 грудня 1676  | 14 грудня 1676                  | 14 грудня 1676                                         | 5 травня 1705 смерть чоловіка  | 19 січня 1720                 | Леопольд I     |
|            | Вільгельміна Брауншвейг-Люнебурзька              | Йоганн Фрідрих, князь Брауншвейг-Каленберга (Вельфы)      | 21 квітня 1673               | 24 лютого 1699  | 24 лютого 1699                  | 5 травня 1705 сходження чоловіка на престол            | 17 квітня 1711 смерть чоловіка | 10 квітня 1742                | Йозеф I        |
|            | Єлизавета Христина Брауншвейг-Вольфенбюттельська | Людвіг Рудольф, герцог Брауншвейг-Вольфенбюттеля (Вельфи) | 28 серпня (28 вересня?) 1691 | 1 серпня 1708   | грудень 1711 обрання чоловіка   | грудень 1711 обрання чоловіка                          | 20 жовтня 1740 смерть чоловіка | 21 грудня 1750                | Карл VI        |

## Віттельсбахи
| Зображення | Ім'я                     | Батько                                                    | Дата народження | Шлюб          | Стала королевою                | Стала імператрицею             | Перестала бути консорткою     | Смерть         | Чоловік  |
| ---------- | ------------------------ | --------------------------------------------------------- | --------------- | ------------- | ------------------------------ | ------------------------------ | ----------------------------- | -------------- | -------- |
|            | Марія Амалія Австрійська | Йосип I, імператор Священної Римської імперії (Габсбурги) | 22 жовтня 1701  | 5 жовтня 1722 | 24 січня 1742 обрання чоловіка | 24 січня 1742 обрання чоловіка | 20 січня 1745 Смерть чоловіка | 11 грудня 1756 | Карл VII |

## Габсбурги-Лотаринзькі
| Зображення | Ім'я                               | Батько                                                        | Дата народження   | Шлюб           | Стала королевою                  | Стала імператрицею                       | Перестала бути консорткою       | Смерть            | Чоловік     |
| ---------- | ---------------------------------- | ------------------------------------------------------------- | ----------------- | -------------- | -------------------------------- | ---------------------------------------- | ------------------------------- | ----------------- | ----------- |
|            | Марія Терезія Австрійська          | Карл VI, імператор Священної Римської імперії (Габсбурги)     | 13 травня 1717    | 12 лютого 1736 | 13 вересня 1745 обрання чоловіка | 13 вересня 1745 обрання чоловіка         | 18 серпня 1765 Смерть чоловіка  | 29 листопада 1780 | Франц I     |
|            | Марія Йозефа Баварська             | Карл VII, імператор Священної Римської імперії (Виттельсбахи) | 30 березня 1739   | 23 січня 1765  | 23 січня 1765                    | 18 серпня 1765 вступ чоловіка на престол | 28 травня 1767                  | 28 травня 1767    | Йосип II    |
|            | Марія-Луїза Іспанська              | Карл III, король Іспанії (Бурбони)                            | 24 листопада 1745 | 5 серпня 1765  | 30 вересня 1790 обрання чоловіка | 30 вересня 1790 обрання чоловіка         | 1 березня 1792 Смерть чоловіка  | 15 травня 1792    | Леопольд II |
|            | Марія Тереза Бурбон-Неаполітанська | Фердинанд I, король Обох Сицилій (Бурбони)                    | 6 червня 1772     | 15 серпня 1790 | 5 липня 1792 обрання чоловіка    | 5 липня 1792 обрання чоловіка            | 6 серпня 1806 зречення чоловіка | 13 квітня 1807    | Франц II    |